# Las Vegas

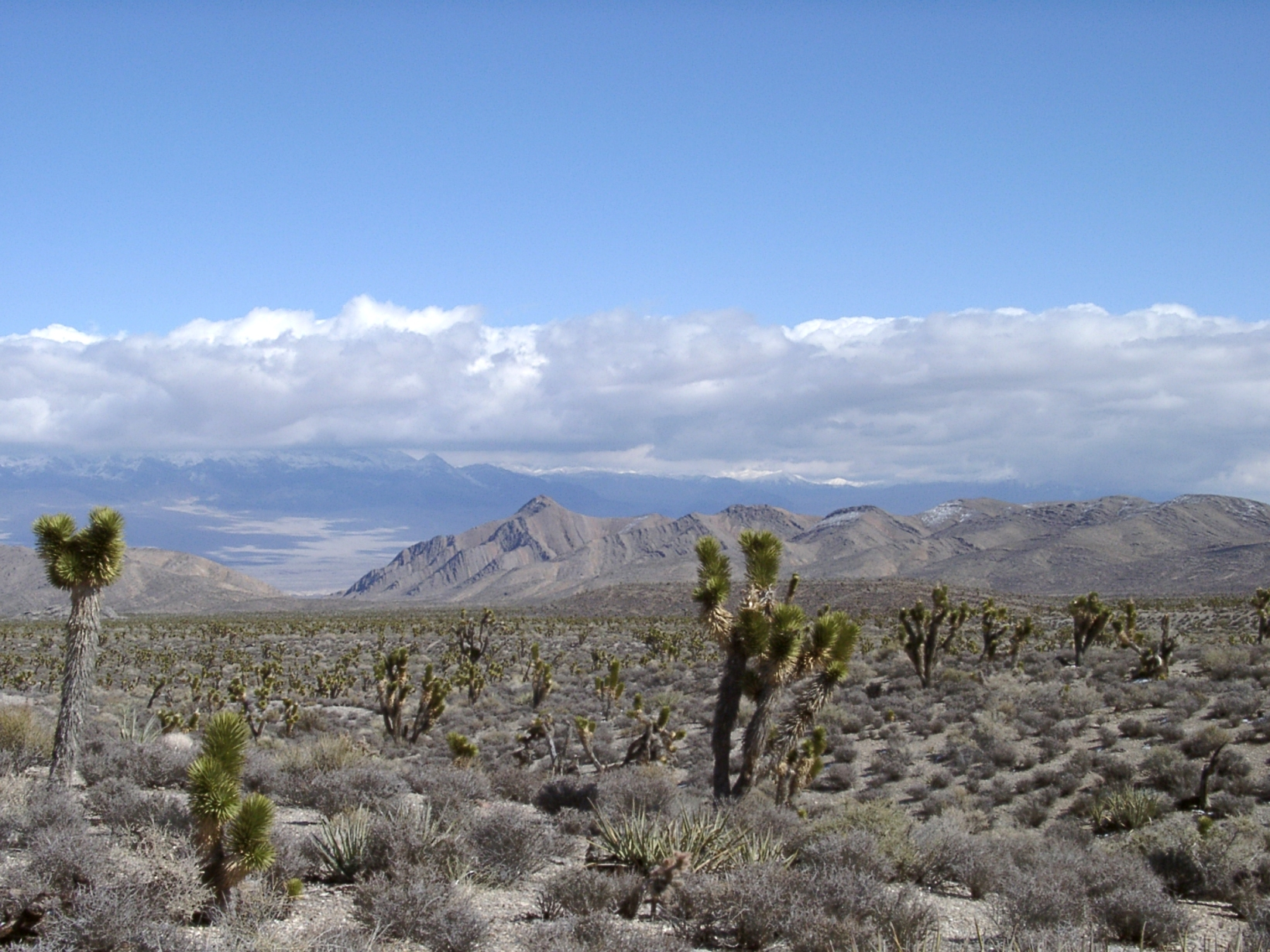
Cảnh sa mạc điển hình ở khu vực Las Vegas.

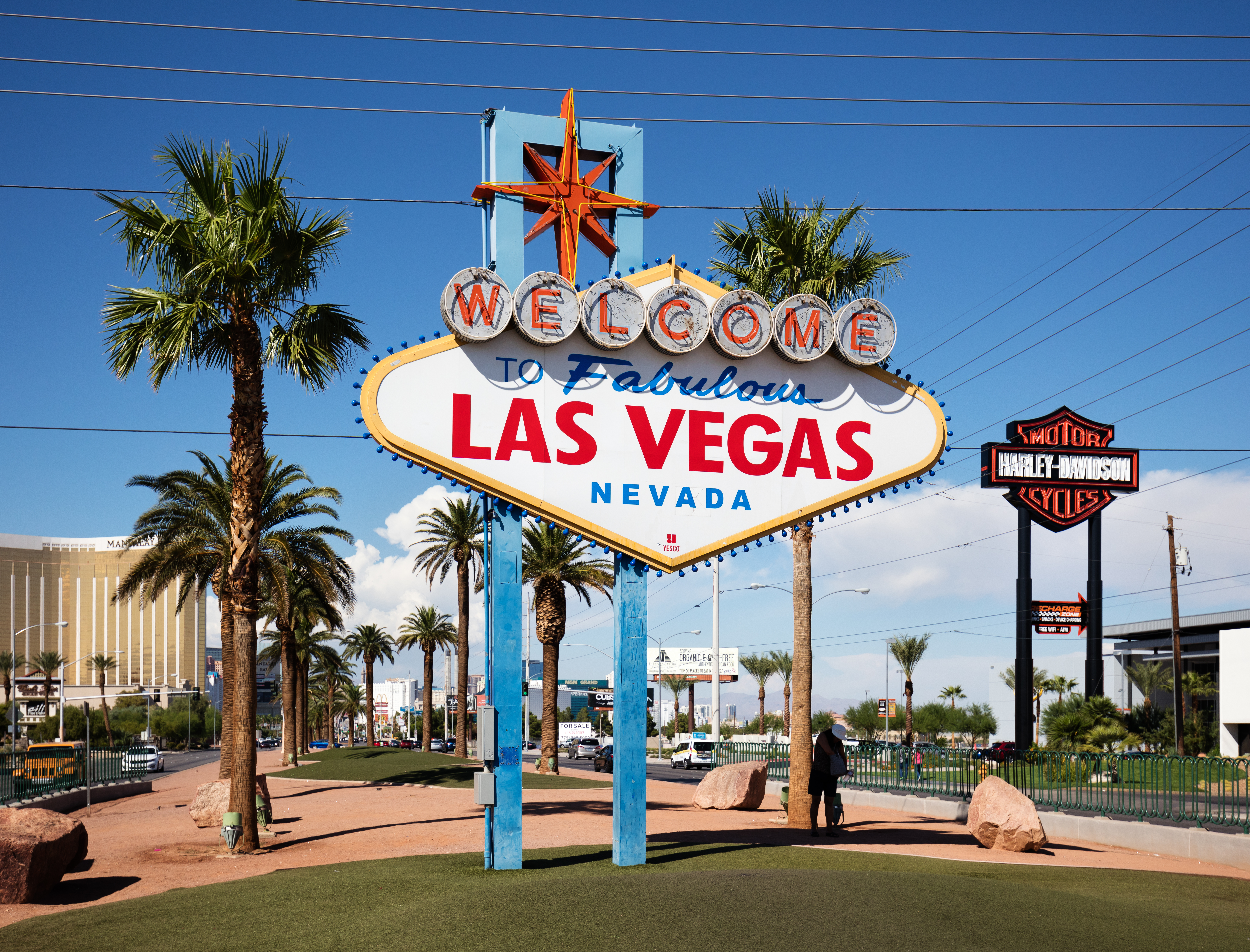
Las Vegas Nevada USA

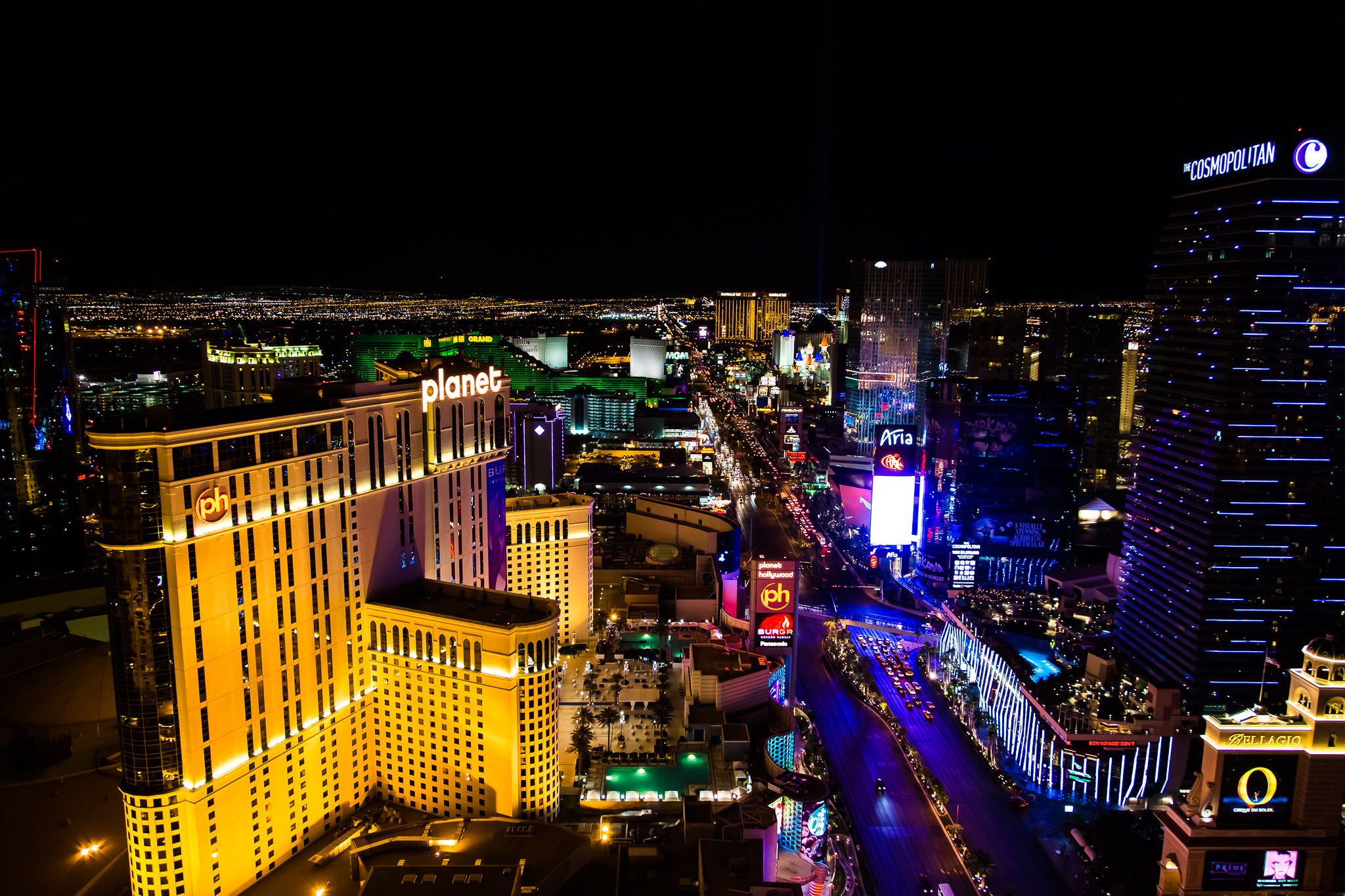
Nhiều bất động sản khách sạn, sòng bạc và khu nghỉ dưỡng vui chơi tọa lạc trên Dải Las Vegas nổi tiếng thế giới này.

Las Vegas (phát âm /lɒs ˈveɪɡəs/) là thành phố đông dân nhất ở tiểu bang Nevada, là thủ phủ của quận Clark, và là một thành phố nghỉ dưỡng, đánh bạc và ẩm thực nổi tiếng thế giới. Las Vegas, tự mệnh danh là Thủ đô giải trí của thế giới, nổi tiếng với các khu nghỉ dưỡng sòng bạc và các loại hình giải trí liên quan. Đây là thành phố đông dân thứ 28 ở Hoa Kỳ với dân số ước tính bởi Cục điều tra dân số Hoa Kỳ là 558.383 người vào năm 2008. Dân số ước tính của vùng đô thị vào năm 2008 là 1.865.746.
Được thành lập năm 1905, Las Vegas chính thức trở thành thành phố vào năm 1911. Với sự phát triển trong giai đoạn tiếp theo, Las Vegas đã là thành phố Mỹ đông dân nhất được thành lập trong thế kỷ 20 (danh hiệu tương tự do Chicago giữ trong thế kỷ 19). Thành phố đã được chọn làm bối cảnh cho nhiều bộ phim, chương trình truyền hình. Thành phố này cũng có số lượng nhà thờ trên đầu dân cao nhất trong các thành phố lớn ở Hoa Kỳ.
Tên gọi Las Vegas thường được dùng để chỉ các khu chưa hợp nhất bao quanh thành phố, đặc biệt là các khu nghỉ dưỡng vui chơi nằm trên Dải Las Vegas. 
Vị trí của thành phố 36°11′39″B 115°13′19″T / 36,19417°B 115,22194°T (36.194168, 115.222060)1. Diện tích thành phố là 340 km2.

## Lịch sử
Những người da đỏ du mục đã định cư tại Las Vegas 10.000 năm trước, để lại những bức tranh khắc đá. Các bộ lạc Anasazi và Paiute từng định cư tại Las Vegas cách đây ít nhất 2.000 năm.
Một trinh sát trẻ người Mexico tên là Rafael Rivera được cho là người Mỹ không phải thổ dân đầu tiên đặt chân đến thung lũng Las Vegas, vào năm 1829. Thương nhân Antonio Armijo dẫn đầu một nhóm gồm 60 người dọc theo Đường mòn Tây Ban Nha đến Los Angeles, California vào năm 1829. Khu vực này được đặt tên là Las Vegas, theo tiếng Tây Ban Nha có nghĩa là "đồng cỏ", vì nó có nhiều loại cỏ phong phú.
Năm 1844 đánh dấu sự xuất hiện của John C. Frémont, những bài viết của ông đã giúp thu hút những nhà thám hiểm đến khu vực này. Phố Fremont của trung tâm thành phố Las Vegas ngày nay được đặt theo tên của ông.
Las Vegas được thành lập như một thành phố vào năm 1905, khi 110 mẫu Anh (45 ha) đất liền kề với các tuyến đường sắt Union Pacific Railroad được bán đấu giá để trở thành khu vực trung tâm của thành phố. Năm 1911, Las Vegas chính thức được hợp nhất để trở thành một thành phố.
Năm 1931 là một năm trọng đại của Las Vegas. Vào thời điểm đó, Nevada đã hợp pháp hóa việc đánh bạc trong sòng bạc. Năm này cũng chứng kiến việc khởi công xây dựng đập Hoover gần đó. Những người công nhân xây dựng và gia đình của họ đã giúp Las Vegas tránh được thảm họa kinh tế trong cuộc Đại suy thoái. Công trình hoàn thành vào năm 1935.
Cuối năm 1941, Sân bay Quân đội Las Vegas được thành lập. Được đổi tên thành Căn cứ Không quân Nellis vào năm 1950.
Sau Chiến tranh thế giới thứ hai, các khách sạn được trang hoàng lộng lẫy, sòng bạc và các khu giải trí đã trở thành biểu tượng của Las Vegas.
Trong năm 1951, vũ khí hạt nhân đã được thử nghiệm tại một địa điểm cách 65 dặm (105 km) về phía tây bắc của Las Vegas. Trong thời gian này, thành phố có biệt danh là "Thành phố nguyên tử" . Người dân và du khách có thể chứng kiến những đám mây hình nấm (và tiếp xúc với bụi phóng xạ)
Năm 1955, Moulin Rouge Hotel được khai trương và trở thành khách sạn-sòng bạc tích hợp chủng tộc đầu tiên ở Las Vegas.
Biển hiệu "Chào mừng đến với Las Vegas" mang tính biểu tượng , được tạo ra vào năm 1959 bởi Betty Willis.
Trong những năm 1960, các tập đoàn và ông trùm kinh doanh như Howard Hughes đã xây dựng và mua lại một loạt các khách sạn-sòng bạc. Cờ bạc đã trở thành một hoạt động kinh doanh hợp pháp.
Năm 1995 đánh dấu việc khai trương Fremont Street Experience, tại khu vực trung tâm thành phố Las Vegas.

## Dân cư
Dân số của Las Vegas
| Thành phố Las Vegas Dân số theo năm |         |
| 1920                                | 2.304   |
| 1930                                | 5.165   |
| 1940                                | 8.422   |
| 1950                                | 24.624  |
| 1960                                | 64.405  |
| 1970                                | 125.787 |
| 1980                                | 164.674 |
| 1990                                | 258.295 |
| 2000                                | 478.434 |
| 2005                                | 545.147 |

Theo Điều tra dân số năm 2010 , thành phần chủng tộc của Las Vegas như sau:
- Người da trắng : 62,1% (người da trắng không phải gốc Latinh: 47,9%; người da trắng gốc Latinh: 14,2%)
- Người Mỹ da đen hoặc gốc Phi: 11,1%
- Người Mỹ gốc Á: 6,1% (3,3% Philippines, 0,7% Trung Quốc, 0,5% Hàn Quốc, 0,4% Nhật Bản, 0,4% Ấn Độ, 0,2% Việt Nam, 0,2% Thái Lan
- Hai hoặc nhiều chủng tộc : 4,9%
- Người Mỹ bản địa: 0,7%
- Người Hawaii bản địa và những người dân Đảo Thái Bình Dương khác : 0,6%

## Vài nét
Las Vegas là một thành phố nổi tiếng thế giới về đánh bạc. Một số người Mỹ nói vui rằng phải gọi Las Vegas là "Lost Wages" (có nghĩa là "mất hết tiền lương"). Các sòng bài và khách sạn có nhiều đèn nê ông đến nỗi nhiều người gọi thành phố trên sa mạc này là "Thành phố Ánh sáng". Las Vegas còn nổi tiếng về nhà thờ tiệc cưới. Nhiều ngôi sao điện ảnh nổi tiếng đã tổ chức tiệc cưới tại đây.

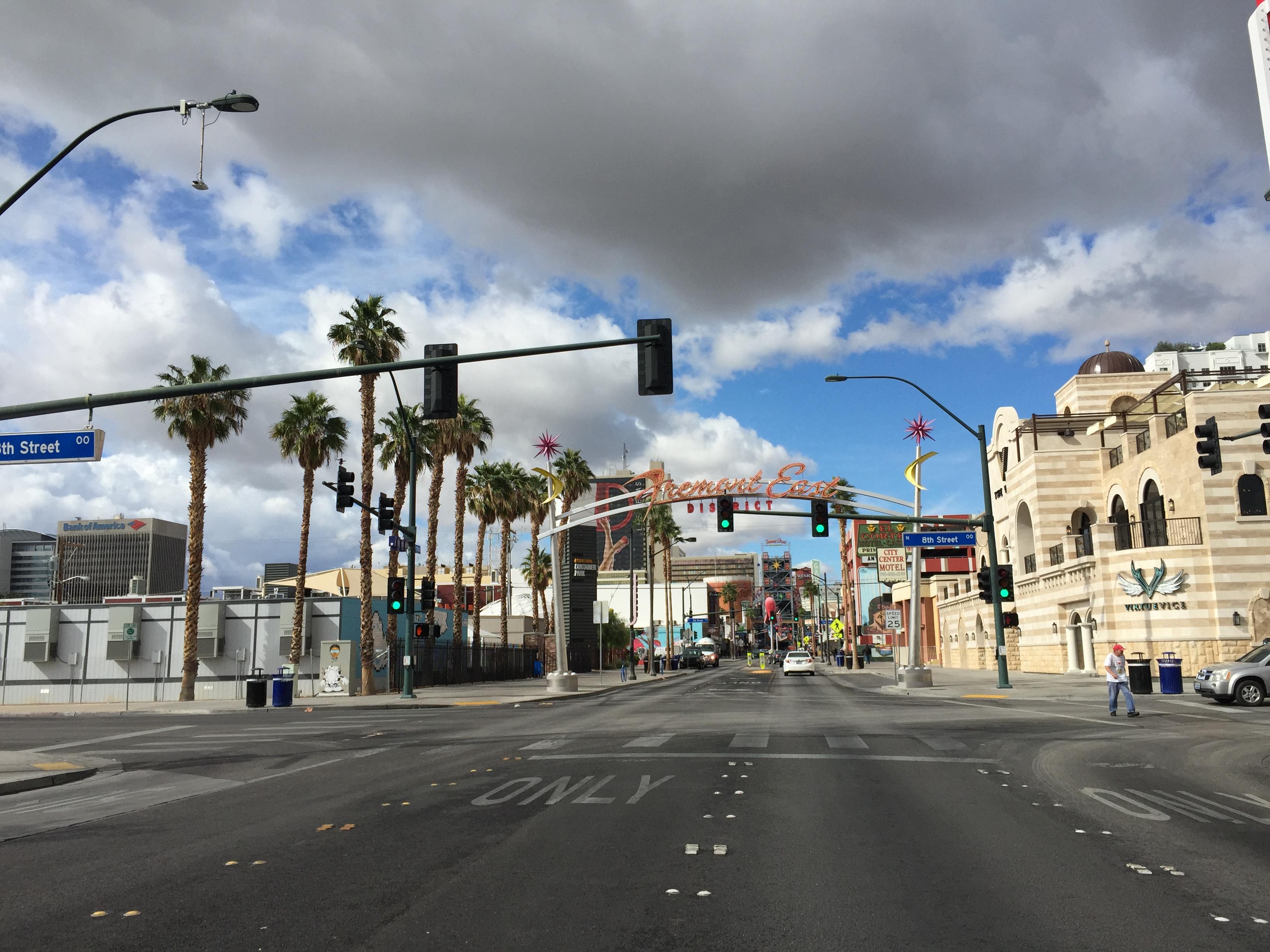
Quận Đông Fremont ở trung tâm thành phố Las Vegas, Nevada

Mỗi khách sạn lớn ở Las Vegas đều rất đặc biệt. Vào trong đó như bước vào một thế giới khác. Có khách sạn thì giống như Ai Cập cổ xưa. Khách sạn khác thì giống như hòn đảo nhiệt đới. Có cái thì giống như thành phố New York. Ở những khách sạn này luôn có những nhà giải trí nổi tiếng biểu diễn. Mọi thứ Las Vegas có vẻ đắt đỏ nhưng riêng phòng ngủ thì chỉ tốn nửa giá so với những nơi khác. Các nhà hàng thì bán đủ các món bạn-có-thể-ăn-được chỉ kiếm một ít tiền lãi. Sở dĩ có như vậy bởi vì các khách sạn chủ yếu kiếm tiền từ các sòng bạc.

Las Vegas bắt đầu năm 1905 như là ga xe lửa nhỏ. Lúc đó chỉ có một vài toà nhà ở trung tâm sa mạc. Năm 1946, một tay lưu manh nổi tiếng có tên là Bugsy Siegel dựng nên sòng bài đầu tiên tại Las Vegas. Vì nhiều lý do khác nhau, hắn bị giết năm 1947. Điều này làm cho cả hắn lẫn Las Vegas càng nổi tiếng hơn. Đầu những năm 1950, du khách đến Las Vegas không chỉ để đánh bạc mà họ đến để xem các cuộc thí nghiệm bom nguyên tử ở sa mạc nằm ngoài thành phố. Hồi đó, người ta không biết nó nguy hiểm, thậm chí họ nghĩ nó rất thú vị khi xem.

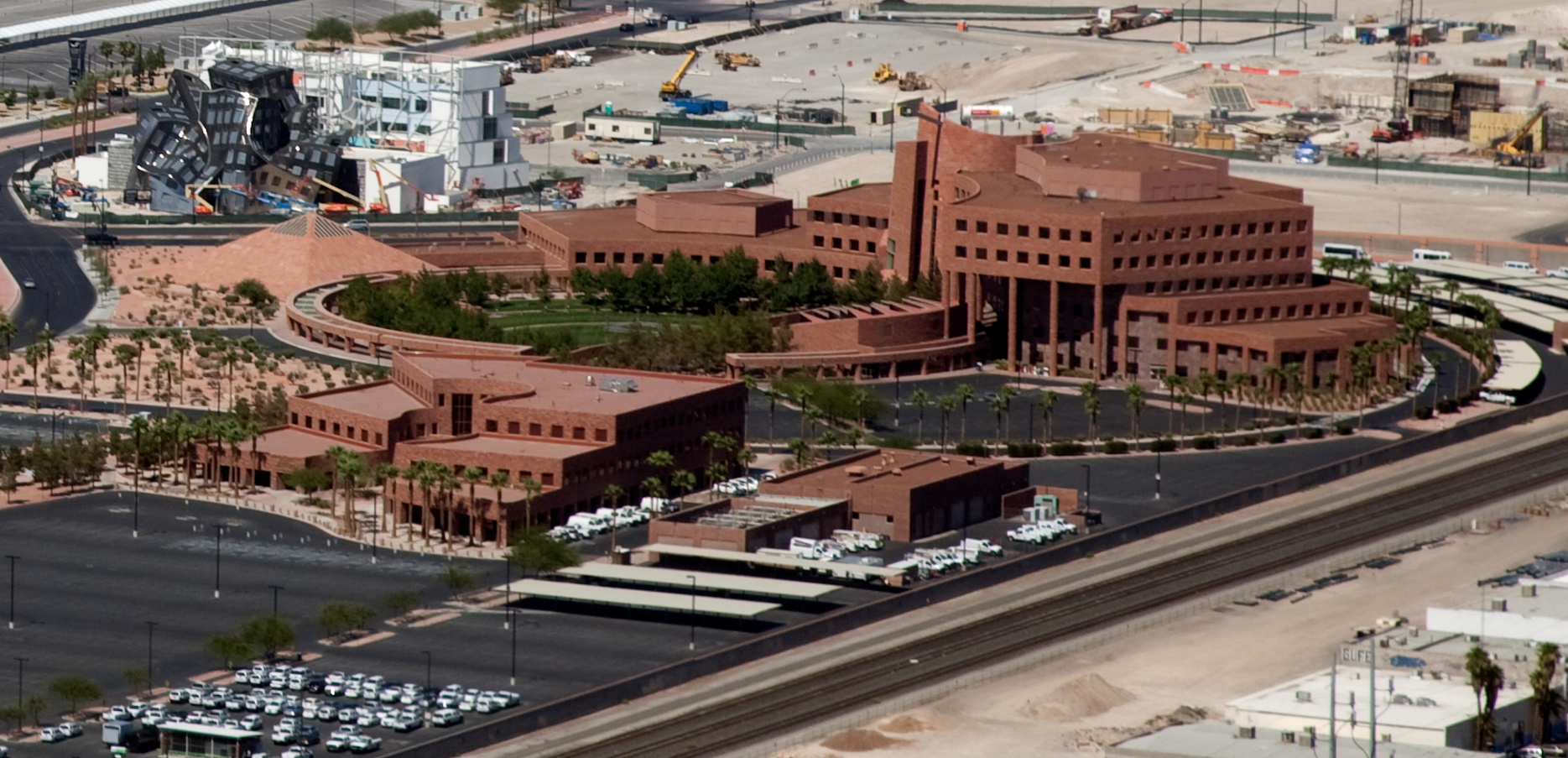
Trung tâm chính quyền hạt Clark

Las Vegas rất nổi tiếng về nhà thờ tiệc cưới. Cũng giống như tất cả những nơi khác ở Las Vegas, nhà thờ tiệc cưới ở đây mở cửa 24/24. Cách thức tổ chức tiệc cưới đơn giản. Đôi vợ chồng chỉ trả vài đô-la cho một giấy đăng ký và họ có thể cưới ngay lập tức mà không cần phải chờ đợi thêm bất cứ điều gì. Trong nhiều năm, Las Vegas đã trở thành sự lựa chọn cho ngày vui trong cuộc đời của những ngôi sao điện ảnh nổi tiếng. Một điều thú vị khác là du khách có nhiều cơ hội để thưởng thức những cảm giác mạnh tại Las Vegas hơn bất kỳ một thành phố nào khác ở Mỹ.
Cũng như Monte Carlo, thành phố đánh bạc này còn được đặt tên cho một loại thuật toán ngẫu nhiên mang tên Thuật toán Las Vegas.

## Khí hậu
| Dữ liệu khí hậu của Las Vegas (Sân bay quốc tế McCarran) 1981−2010 | Dữ liệu khí hậu của Las Vegas (Sân bay quốc tế McCarran) 1981−2010 | Dữ liệu khí hậu của Las Vegas (Sân bay quốc tế McCarran) 1981−2010 | Dữ liệu khí hậu của Las Vegas (Sân bay quốc tế McCarran) 1981−2010 | Dữ liệu khí hậu của Las Vegas (Sân bay quốc tế McCarran) 1981−2010 | Dữ liệu khí hậu của Las Vegas (Sân bay quốc tế McCarran) 1981−2010 | Dữ liệu khí hậu của Las Vegas (Sân bay quốc tế McCarran) 1981−2010 | Dữ liệu khí hậu của Las Vegas (Sân bay quốc tế McCarran) 1981−2010 | Dữ liệu khí hậu của Las Vegas (Sân bay quốc tế McCarran) 1981−2010 | Dữ liệu khí hậu của Las Vegas (Sân bay quốc tế McCarran) 1981−2010 | Dữ liệu khí hậu của Las Vegas (Sân bay quốc tế McCarran) 1981−2010 | Dữ liệu khí hậu của Las Vegas (Sân bay quốc tế McCarran) 1981−2010 | Dữ liệu khí hậu của Las Vegas (Sân bay quốc tế McCarran) 1981−2010 | Dữ liệu khí hậu của Las Vegas (Sân bay quốc tế McCarran) 1981−2010 |
| Tháng                                                              | 1                                                                  | 2                                                                  | 3                                                                  | 4                                                                  | 5                                                                  | 6                                                                  | 7                                                                  | 8                                                                  | 9                                                                  | 10                                                                 | 11                                                                 | 12                                                                 | Năm                                                                |
| ------------------------------------------------------------------ | ------------------------------------------------------------------ | ------------------------------------------------------------------ | ------------------------------------------------------------------ | ------------------------------------------------------------------ | ------------------------------------------------------------------ | ------------------------------------------------------------------ | ------------------------------------------------------------------ | ------------------------------------------------------------------ | ------------------------------------------------------------------ | ------------------------------------------------------------------ | ------------------------------------------------------------------ | ------------------------------------------------------------------ | ------------------------------------------------------------------ |
| Cao kỉ lục °F (°C)                                                 | 77 (25)                                                            | 88 (31)                                                            | 91 (33)                                                            | 99 (37)                                                            | 109 (43)                                                           | 117 (47)                                                           | 117 (47)                                                           | 117 (47)                                                           | 113 (45)                                                           | 102 (39)                                                           | 88 (31)                                                            | 79 (26)                                                            | 117 (47)                                                           |
| Trung bình ngày tối đa °F (°C)                                     | 57.9 (14.4)                                                        | 62.4 (16.9)                                                        | 70.3 (21.3)                                                        | 78.3 (25.7)                                                        | 88.9 (31.6)                                                        | 98.8 (37.1)                                                        | 104.2 (40.1)                                                       | 102.0 (38.9)                                                       | 93.9 (34.4)                                                        | 80.6 (27.0)                                                        | 66.4 (19.1)                                                        | 56.7 (13.7)                                                        | 80.1 (26.7)                                                        |
| Tối thiểu trung bình ngày °F (°C)                                  | 39.4 (4.1)                                                         | 43.3 (6.3)                                                         | 49.5 (9.7)                                                         | 56.1 (13.4)                                                        | 65.8 (18.8)                                                        | 74.7 (23.7)                                                        | 81.0 (27.2)                                                        | 79.3 (26.3)                                                        | 71.1 (21.7)                                                        | 58.5 (14.7)                                                        | 46.6 (8.1)                                                         | 38.7 (3.7)                                                         | 58.6 (14.8)                                                        |
| Thấp kỉ lục °F (°C)                                                | 9 (−13)                                                            | 16 (−9)                                                            | 19 (−7)                                                            | 30 (−1)                                                            | 37 (3)                                                             | 48 (9)                                                             | 55 (13)                                                            | 54 (12)                                                            | 43 (6)                                                             | 27 (−3)                                                            | 16 (−9)                                                            | 10 (−12)                                                           | 9 (−13)                                                            |
| Lượng Giáng thủy trung bình inches (mm)                            | 0.54 (13.7)                                                        | 0.76 (19.3)                                                        | 0.44 (11.2)                                                        | 0.15 (3.8)                                                         | 0.12 (3.0)                                                         | 0.07 (1.8)                                                         | 0.40 (10.2)                                                        | 0.33 (8.4)                                                         | 0.25 (6.4)                                                         | 0.27 (6.9)                                                         | 0.36 (9.1)                                                         | 0.50 (12.7)                                                        | 4.19 (106.4)                                                       |
| Lượng tuyết rơi trung bình inches (cm)                             | 0.0 (0.0)                                                          | 0.1 (0.3)                                                          | 0.0 (0.0)                                                          | 0.0 (0.0)                                                          | 0.0 (0.0)                                                          | 0.0 (0.0)                                                          | 0.0 (0.0)                                                          | 0.0 (0.0)                                                          | 0.0 (0.0)                                                          | 0.0 (0.0)                                                          | 0.0 (0.0)                                                          | 0.2 (0.5)                                                          | 0.3 (0.8)                                                          |
| Số ngày giáng thủy trung bình (≥ 0.01 in)                          | 3.1                                                                | 4.0                                                                | 2.9                                                                | 1.6                                                                | 1.2                                                                | 0.6                                                                | 2.5                                                                | 2.6                                                                | 1.6                                                                | 1.7                                                                | 1.7                                                                | 3.0                                                                | 26.5                                                               |
| Số ngày tuyết rơi trung bình (≥ 0.1 in)                            | 0.0                                                                | 0.1                                                                | 0.0                                                                | 0.0                                                                | 0.0                                                                | 0.0                                                                | 0.0                                                                | 0.0                                                                | 0.0                                                                | 0.0                                                                | 0.0                                                                | 0.1                                                                | 0.2                                                                |
| Độ ẩm tương đối trung bình (%)                                     | 45.1                                                               | 39.6                                                               | 33.1                                                               | 25.0                                                               | 21.3                                                               | 16.5                                                               | 21.1                                                               | 25.6                                                               | 25.0                                                               | 28.8                                                               | 37.2                                                               | 45.0                                                               | 30.3                                                               |
| Số giờ nắng trung bình tháng                                       | 245.2                                                              | 246.7                                                              | 314.6                                                              | 346.1                                                              | 388.1                                                              | 401.7                                                              | 390.9                                                              | 368.5                                                              | 337.1                                                              | 304.4                                                              | 264.0                                                              | 236.0                                                              | 3.825,3                                                            |
| Phần trăm nắng có thể                                              | 79                                                                 | 81                                                                 | 85                                                                 | 88                                                                 | 89                                                                 | 92                                                                 | 88                                                                 | 88                                                                 | 91                                                                 | 87                                                                 | 80                                                                 | 78                                                                 | 86                                                                 |
| Nguồn: NOAA (độ ẩm, nắng 1961−1990)                                |                                                                    |                                                                    |                                                                    |                                                                    |                                                                    |                                                                    |                                                                    |                                                                    |                                                                    |                                                                    |                                                                    |                                                                    |                                                                    |

## Kinh tế
Nền kinh tế của Las Vegas chủ yếu dựa vào du lịch, đánh bạc, tổ chức hội nghị kéo theo các ngành khác như bán lẻ, nhà hàng phát triển theo. Thành phố này là nơi đóng trụ sở của hai công ty trong nhóm Fortune 500 công ty đánh bạc lớn nhất thế giới, Harrah's Entertainment và MGM Mirage. Nhiều công ty sản xuất máy đánh bạc điện tử nằm ở khu vực Las Vegas. Việc quảng cáo và tiếp thị do Las Vegas Convention and Visitors Authority đảm trách.
Dân số tăng liên tục đã khiến ngành xây dựng quan trọng. Chỉ riêng năm 2000, hơn 21.000 căn nhà mới và 26.000 nhà bán lại đã được mua-bán. Đầu năm 2005, có 20 dự án phát triển nhà ở với diện tích hơn 300 mẫu Anh mỗi khu đã được triển khai. Trong cùng thời kỳ đó, Las Vegas được xem như cộng đồng tăng trưởng nhanh nhất ở Hoa Kỳ.